# Острау (Саксония)
Острау (нем. Ostrau) — община в Германии, в земле Саксония. Подчиняется административному округу Кемниц. Входит в состав района Дёбельн. Подчиняется управлению Острау. Население составляет 4010 человек (на 31 декабря 2010 года). Занимает площадь 52,59 км².
Община подразделяется на 27 сельских округов.

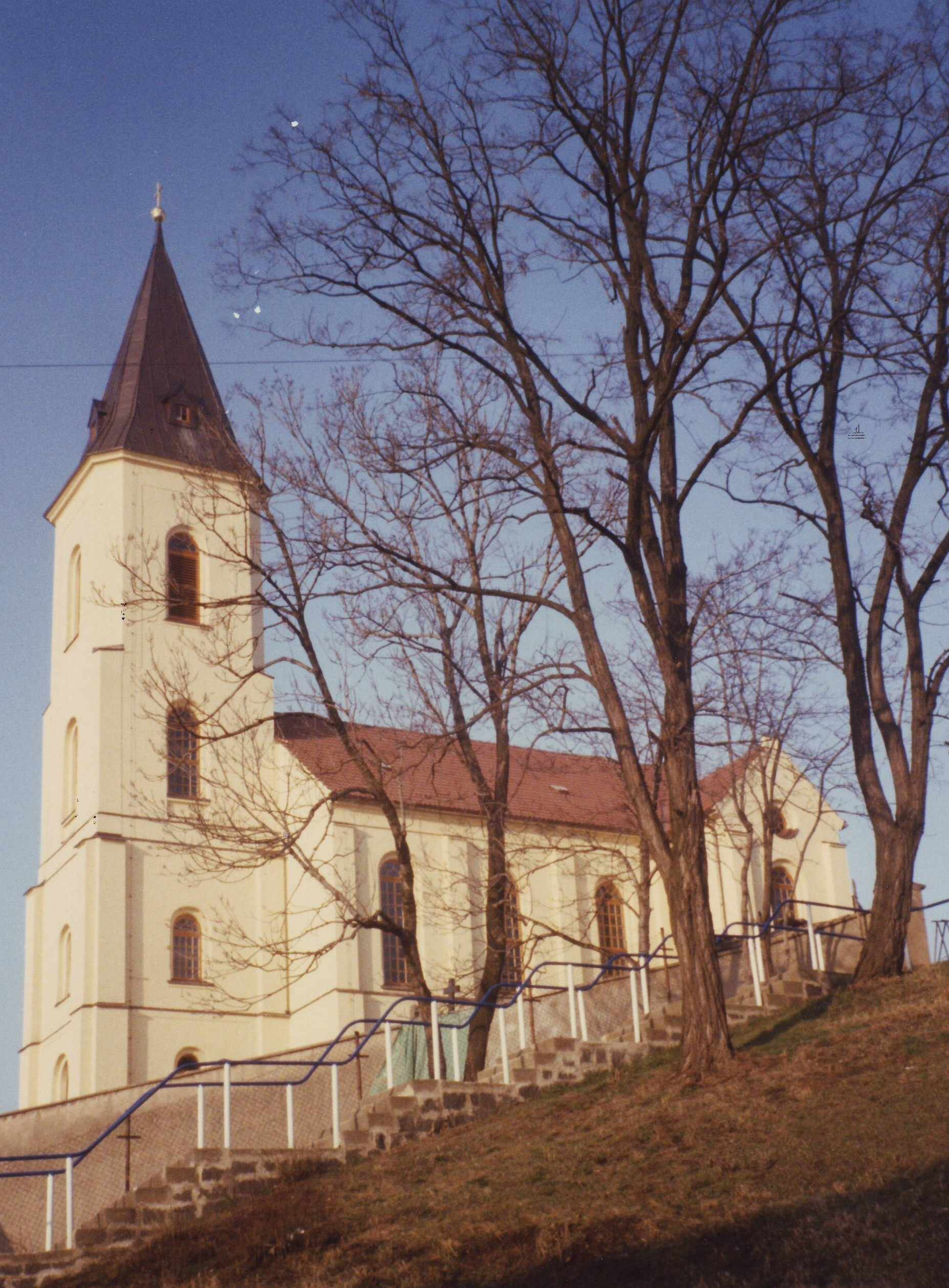

## Население
| Год  | Численность | Численность |
| ---- | ----------- | ----------- |
| 2014 | 3840        | [ 3 ]       |
| 2017 | 3626        | [ 1 ]       |
| 2019 | 3580        | [ 4 ]       |
| 2021 | 3500        | [ 5 ]       |
| 2022 | 3463        | [ 2 ]       |